# فرودگاه تک‌بانده ال بون پستر
فرودگاه تک‌بانده ال بون پستر (به انگلیسی: El Buen Pastor Airstrip) یک فرودگاه همگانی است که یک باند فرود خاک دارد و طول باند آن ۶۲۷ متر است. این فرودگاه در کشور مکزیک قرار دارد و در ارتفاع ۳۸ متری از سطح دریا واقع شده است.